# کبک نوک‌سرخ
کبک نوک‌سرخ (نام علمی: Arborophila rubrirostris) نام یک گونه از سرده کبک‌های تپه است.